# 時間割
時間割（じかんわり）とは、一日の授業や作業を時間区分に割りふること、またそれを表にしたもの、タイムテーブルという。

## 概要
学校教育の分野においては時間＜月曜日の1限、木曜の5限など＞と空間＜授業など行う教員、授業に参加する生徒、実施する場所（教室・体育館・理科室など）＞の都合を調整し割り当てていくことで、指導要領の授業時数・単位が履修でき、学校業務を適切に運用するための概念である。

## 時間割の基本原理
時間割は一般的に次のようなルールに基づき運用される。

### 時間割のルール
原理・法則として下記のことが挙げられる。
- 中学・高校など一般的な学校の場合、生徒に空き時間を作ってはいけない。（生徒はどこかで必ず何らかの授業を受けている必要がある。）
- 一人の教員が同一時間帯に2つ以上の業務ができない。（A先生が、1-1の国語と、1-7の国語を同じ時間帯に教えられない。）
- 同じ教員が、指定の単位数、同じ講座を受け持つこと。（週3時間の現代文を、日によって違う先生という訳にはいかない。理系の古典は週2時間で文系の古典は4時間など、指定された単位数を確保しなければならない。）
- 授業を行う場所を確保すること。（体育のグラウンド・体育館の重複を防ぐこと。分割・選択授業での部屋、理科の実験室、音楽室、書道室など重複できない部屋の調整。）
- 体育・選択科目・少人数授業など複数のクラスで合同となったり、幾つかの生徒集団に分かれて授業を行う場合の都合調整（3-1と3-2の体育を合同でやる場合、男子の担当と女子の担当が持ち、なおかつ3-1も3-2も同じ時間帯に体育の設定しなければならない）
- 各種会議（学年会・教科部会）及び出張、非常勤講師の非番の時間帯、校内巡視など授業以外の学校業務・教員の都合にも配慮して設定。（たとえば火・水・金曜日しか出勤しない非常勤講師に、月曜や木曜に授業を入れてはいけない）
- 各教科の特性にも配慮。（技術・家庭科は木工作業・調理実習などを行うため2時間連続にて編成する。1-4は木1と木2は連続で美術など）
- 可能な限り偏りなくバランスのとれた編成が必要となる。（例:先生は午前中に1時間は空き時間をつくる。同じクラスの同じ講座が午後に偏る。月5、火7、水6、金5が国語総合、といった偏りを極力減らすなど。）
- 学活、総合、LHRなどの授業は、学年集会・全校集会が実施できるよう、同じ時間帯に設定する場合がある。（水5は3年生は全クラス総合。など）
- 各先生の担当科目・学年・講座・時間数は、年度当初に教科部会（同じ教科の先生が集まる会議）で決められるので、各教科部会で決められた通りに教科担任割りを作成せねばならない。よほど特殊な場合を除き、担任が自分のクラスの授業を担当する。（2-5の担任は社会のA先生という場合、2-5の社会は当然A先生が教える。B先生が持つことはない。）

### 時間割の具象化
- 生徒向けに年度当初配布される、クラス時間割（生徒用時間割）は、月1…数学、月2…英語、月3…現社、といった具合に示される。
- それとは別に、教員別時間割は、月1…空き、月2…3-4政経、月3…1-7現社、月4…空き、といった具合に示される。
- 理科室や少人数教室など部屋別時間割も存在する。月1…1-3数学A先生、月2…2-6英語C先生、月3…1-2数学G先生、といった具合に示される。
- すべてを1枚の平面にまとめたものがコマ盤である。月1、月2、…、金6の時間と、A先生、H先生、K先生…の教員時間割との表となる。時間割の作成・変更は通常このコマ盤にて行われる。

## 時間割の運用形式
曜日固定方式は一般に広く知られている時間割の方式である。1週間をいくつかの授業時間（単位時間）に分け、それぞれの時間に対して1つの教科等を割り振る。例えば「火曜日の1時間目は体育、2時間目は音楽、…」という具合である。曜日ごとに時間割が定められているため、一度決まってしまえばパターン化されるため、臨時に時間割が変更されることがない限り、混乱が生じることはないとされる。祝日法改正によって生じたハッピーマンデー制度により、月・金など特定の曜日の授業実施が滞り、授業時間が不足するという問題がある。これに対しては別の曜日の日に振り替える（例:月曜日が祝日の場合、火曜に月曜の時間割を代入して実施）、期末に臨時の時間割を作成して補完するなどの対策が講じられる。
巻紙方式（テープスライド方式、スライドテープ方式）は、授業科目と番号を対応させる様式の時間割表を用いて管理する時間割の方式である。実際に生徒に配布される時間割表が一本の巻紙（テープ）上に科目を配置したような様式であり、順番にスライドさせるように開講されるためこのように呼ばれる。時間割表はおよそ30前後の授業番号枠で構成されたクラス別の固定リストと定期的に配布される全校共通の曜日別時間割の2種類を組み合わせて用いられる。前者は「1年1組の1番は音楽、2番は体育……32番は美術」のように番号と教科を対応させる形になっており、後者は通常の時間割に似ているが科目の代わりに「4月10日の1限は1番、4月10日の2限は2番……4月14日の6限は30番」のように番号が記載されている点が異なる。概ね番号順に配置されるが、一部の教師のスケジュールの都合で入れ替えられることがある。曜日別時間割は全校共通であるため、こちらを入れ替えるとすべての学級に影響が及ぶが、組み合わせを考慮する必要がないというメリットがある。
特定曜日が休みになることによる授業進度の偏りが生じない、上記のように時間割入れ替えが簡便であるなどの利点はあるが、例えば曜日固定方式の場合「木6」と「金1」などの設定が可能なのに対し、同じ教科が近い番号に割当てられると同日に同じ科目が二度開講されるという事態が発生するなどといった特有の問題がある。これを防ぐため、同じ教科は6ないし7以上の距離をおくという処置が必要など、曜日固定方式とは違った配慮が求められる。予定表の変更では隣接するテープ番号の順番を入れ替える程度であれば悪影響はほぼないが（隣接する番号は異なった科目であることが求められるため）、ある学級で家庭科の実習を2限連続して実施するために予定表の番号を入れ替えると、他の学級でも連続開講される事態が発生する可能性があるなど柔軟性に欠ける面もある。また、毎日組み合わせが異なるためこまめに時間割を確認してから生活しなくてはならないなど不便など問題も少なくない。このように癖の強い方式であるがゆえに、これを採用している学校は、仙台の一部の中学など極めてまれである。

## 時間割の編成
- 時間割の原理・法則に基づいて時間割を編成する作業はコマ入れとかコマ割りなどと呼ばれ、さながらパズルを組み上げるようである。数学的には一種のスケジューリング問題であり、組合せ最適化の分野に属する。コンピュータの普及も手伝って、時間割編成のソフトウェアも開発されている。[2]
- 各学校に時間割担当の教員が存在し、中心となって編成を行う。学校によって作成方法はまちまちだが、昔ながらのマグネットの駒を用いた時間割編成板（通称コマ盤）を用いて手動で作る方法。時間割編成ソフトに条件を入力し、パソコンの画面上で微調整を加えながら編成していく方法などがある。[3]
- 時間割編成は教務にとって、年度最初で最大の山場である。4月初めの会議で担任割・教科の先生の割り当てなどが決められ、それから始業式までに（厳密には各教員が教科の準備、クラスの配布物・掲示等を準備する猶予をもたせて）時間割編成を完了させなければならないのである。従って正確にすばやく練り上げる技術が必要となる。時には深夜まで作業を続けるなど急ピッチで作業が進められているのである。

## 時間割の編成の複雑化
近年、複数のクラスの合同授業や少人数習熟度別クラス編成など、授業形態が多様化するとともに、時間割の編成は複雑化してきた。また、学習指導要領の改定により総合的な学習の時間が導入されるなどとともに、必修教科の時数が削減されるようになってきた。学校では1年間を35週間で計算するため、各教科等の年間配当時数は35の倍数であることが基本とされていたが、この削減にともない、35の倍数とする基本が崩れてきた。その対策とし、単位数を2.5などとして同じ時間（たとえば、火曜1限の1-7）に「音/体/美/体」とか「社/体」など隔週あるいは月に1回のみの授業など、週替わりのコマをもうけたり＜年間一貫の時間割＞、年度内に時間割を何度も改定し授業時間数を満たす方法（例:6月までは音楽が週2時間。9月までは美術が週2時間。11月からは体育が週3時間など、週あたりの時間数を変更し、1年を通じて時間数2.5が満たせる。）がある。ただし後者の方式だと、たとえば3年1~5組の社会を担当している教員が、週2時間のときは2*5クラス=10時間なのに対し、週3時間のときは3*5クラス=15時間となり、時期によって忙しいときと、空き時間だらけの時期が生ずるという問題も起こっている。
いわゆる「選択科目」が多数設定される場合、該当科目の担当教員全員が授業可能な時間帯を選んでコマを配置する必要がある。

## 時間割の自己設定
ほぼ全ての大学やごく一部の高等学校（総合高校や単位制による高校）の中には、学校が全学生・生徒の時間割を指定せず、学生・生徒が学校が提示した授業の開講スケジュールを元に時間割の作成を任せているところもある。この方法では、学生・生徒は学校から事前に配布されたシラバスと開講スケジュール表を参照し、学習指導要領や学校の履修規定に従って履修する科目を選んで時間割を作成する。ただし、一部必修とされる授業では人数の都合で、複数コマ開講されても、時間が指定されて受講させられる場合があり、この場合は学校側が一部時間割を作成していると受け取る事もできる。
結局時間割作成に手間を要するのはもちろんのことであるが、その手間を負担するのが教師ではなく学生・生徒である点が、この方法の大きな特徴である。
この方法は、学生・生徒にとっては履修したい科目を自由に選べる利点があるが、履修したい科目の開講が希望の時間でなかったり、必修科目と同じ時間にあるために履修できなかったりすることもある。教師にとっては、自らが担当する科目と他の必修科目との競合や、授業をする教室の確保、校務分掌の時間の確保など、いくつかの配慮を要する必要はあるものの、自ら担当授業の時間割を設定することが可能である。ただし、これに先立ってシラバスの準備が必要となる。